# جوزف کندی سینیر
جوزف کندی سینیر (انگلیسی: Joseph P. Kennedy Sr.؛ ۶ سپتامبر ۱۸۸۸ – ۱۸ نوامبر ۱۹۶۹) تاجر سرمایه‌گذار و سیاستمدار آمریکایی بود. کندی شوهر روز کندی بود. فرزندان آنها رئیس جمهور جان اف. کندی (۱۹۱۷–۱۹۶۳), دادستان کل و سناتور رابرت اف. کندی (۱۹۲۵–۱۹۶۸) و سناتور فقیدتد کندی (۱۹۳۲–۲۰۰۹) بودند. او عضو برجستهٔ حزب دموکرات و جامعهٔ ایرلندی-آمریکایی بود.